# 中壢楊梅新屋觀音四行政轄區交界處都市計畫區
中壢、楊梅、新屋、觀音（四行政轄區交界處）都市計畫區位於臺灣桃園市，隸屬大中壢都市計畫區，是桃園市政府都市發展局規劃的都市計畫區，原名中壢市（過嶺地區）楊梅鎮（高榮地區）新屋鄉（頭洲地區）觀音鄉（富源地區）都市計畫區，包含中壢區過嶺里部分、楊梅區高榮里新榮里雙榮里部分、新屋區頭洲里部分、觀音區富源里部分，2025年6月底計畫區各里總人口為36,249人。此計畫區東半部的過嶺重劃區與西半部的頭洲重劃區前期大多新建透天住宅，後期則是新建住宅大樓。依據桃園市國土計畫，此計畫區屬於中壢都會區域，功能屬於城鄉發展地區第1類。

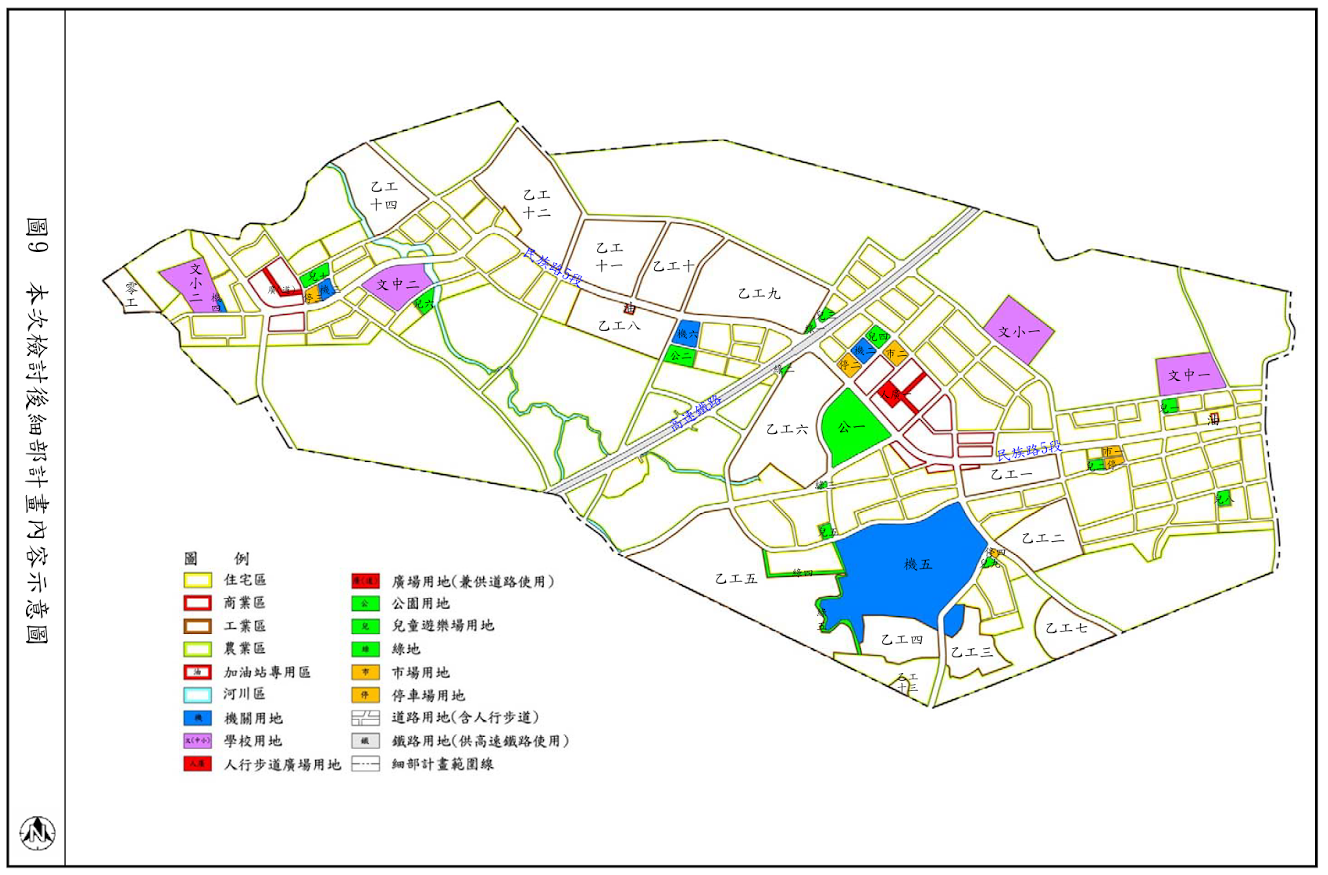
中壢過嶺楊梅高榮新屋頭洲觀音富源都市計畫區土地使用分區

## 地理
此計畫區東起中壢區中平國小，西至新屋區頭洲國小，南端接近台66線東西向快速公路，北端接近過嶺路，地理總面積有466.19公頃，其中中壢區佔33%，楊梅區佔26%，新屋區佔36%，觀音區佔5%。此計畫區內有頭洲溪流入六股溪（六古溪），六股溪流經富源改稱為富源溪，另有多條雨水、污水下水道流經此計畫區。此計畫區屬潮濕副熱帶季風氣候，夏季吹西南風，冬季吹東北風。計畫區內及鄰近地區無斷層經過，地質穩定。依日治時期《臺灣堡圖》顯示，計畫區當時遍佈稻田、茶園、陂塘，僅有零星聚落四散分布。

### 地名由來
過嶺里原名「過界嶺」，日治時期之雙連陂屬宋屋區，過嶺屬大崙區，宋屋區和大崙區以此山為分界，因先民來往時須越過此分界用的山嶺，故稱過界嶺，後簡稱為過嶺。新榮里雙榮里皆由高榮里析出，高榮里戰後原稱「高山頂第二里」，屬楊梅高山頂的一部分，後改為高榮里。高山頂因東、南、西三面都是陡崖，僅向北是緩斜且高度下降的傾斜面而得名。頭洲里原名為「犁頭州」，因地形如同農具中之犁頭，日治時期因臺灣總督府公布《臺灣州制》，須避用「州」字而改稱為「犁頭洲」，後簡稱為頭洲。富源里原名「苦練腳」（客家語海陸音：ku24 lien33 giog5），位於楊梅高山頂北方之緩斜坡，山坡上多長苦練樹，聚落因建於山腳而得名，後依客家語發音相似，將苦練改名為富源（客家語海陸音：fu11 ngien55）。

1915年桃園廳，過嶺富源屬於大崙區、高山頂屬於宋屋區、頭洲屬於新屋區
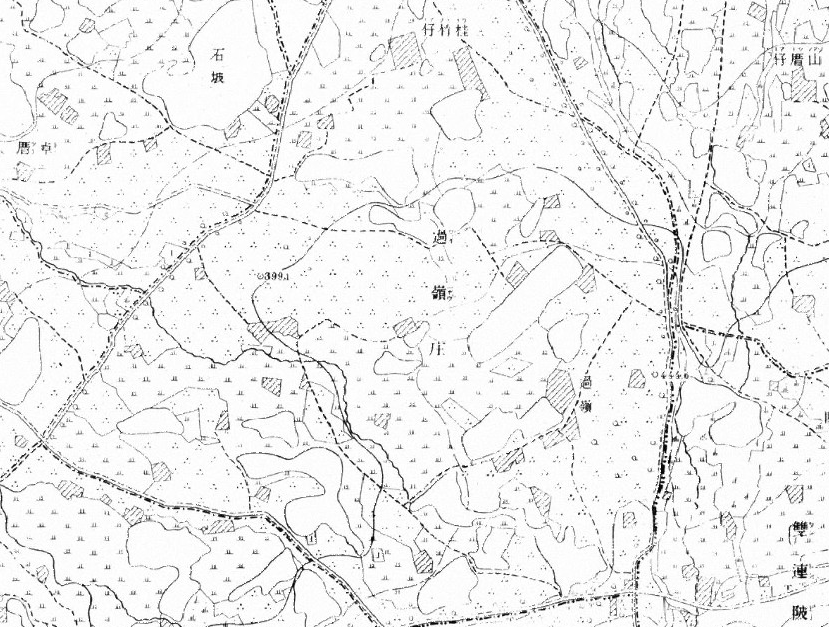
臺灣堡圖過嶺周圍截圖
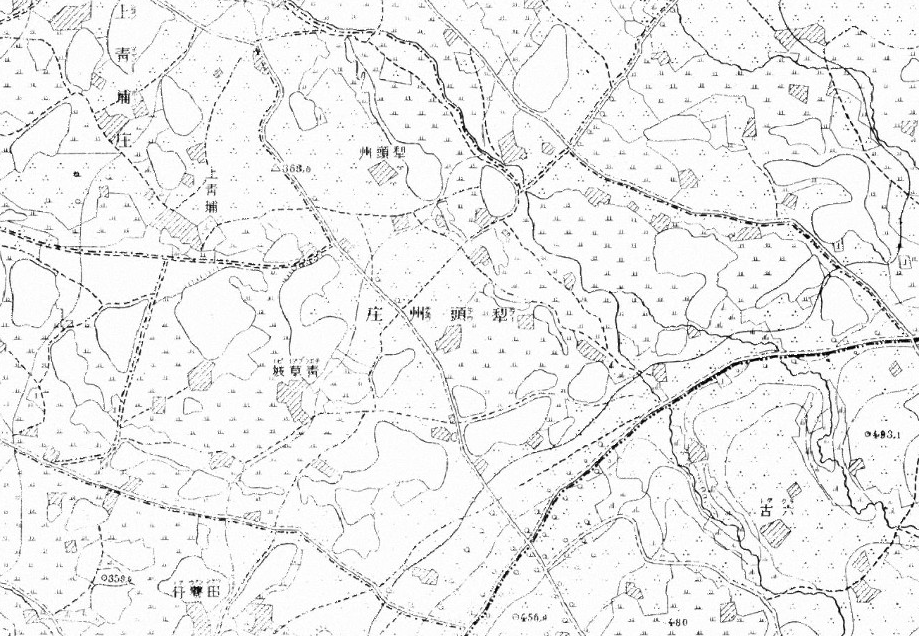
臺灣堡圖犁頭洲周圍截圖
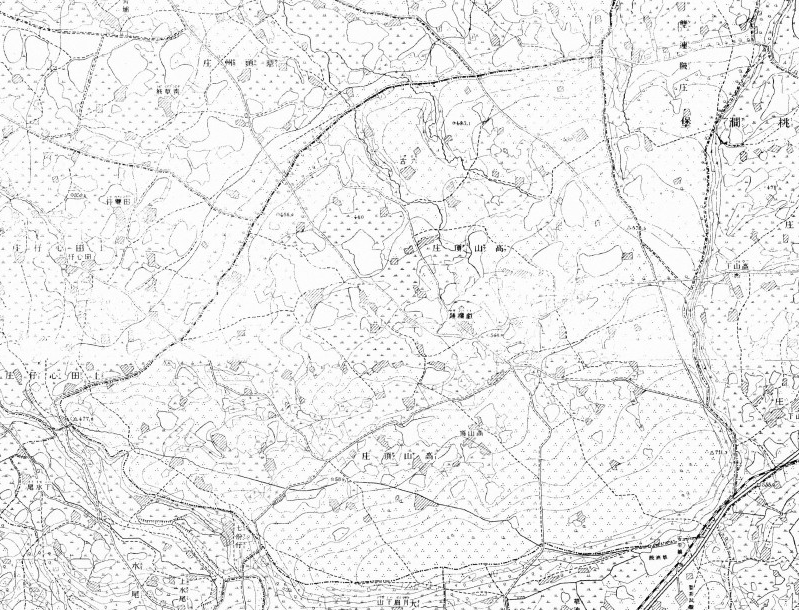
臺灣堡圖高山頂周圍截圖
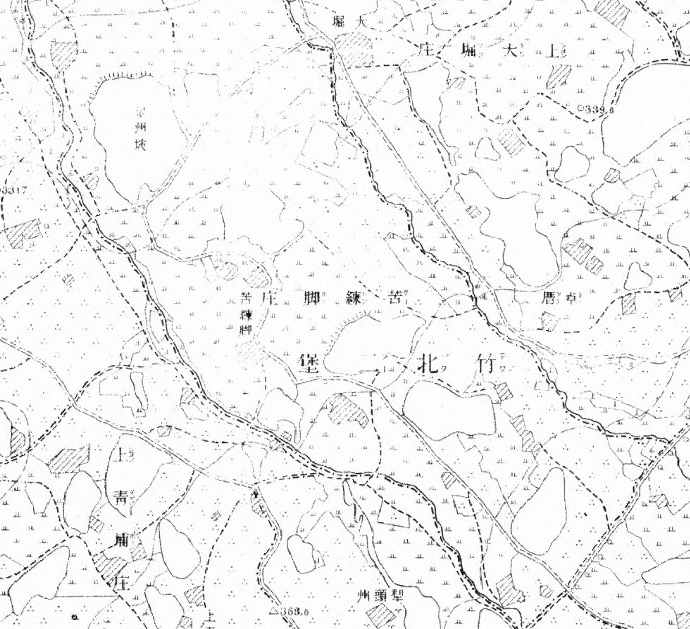
臺灣堡圖苦練腳周圍截圖
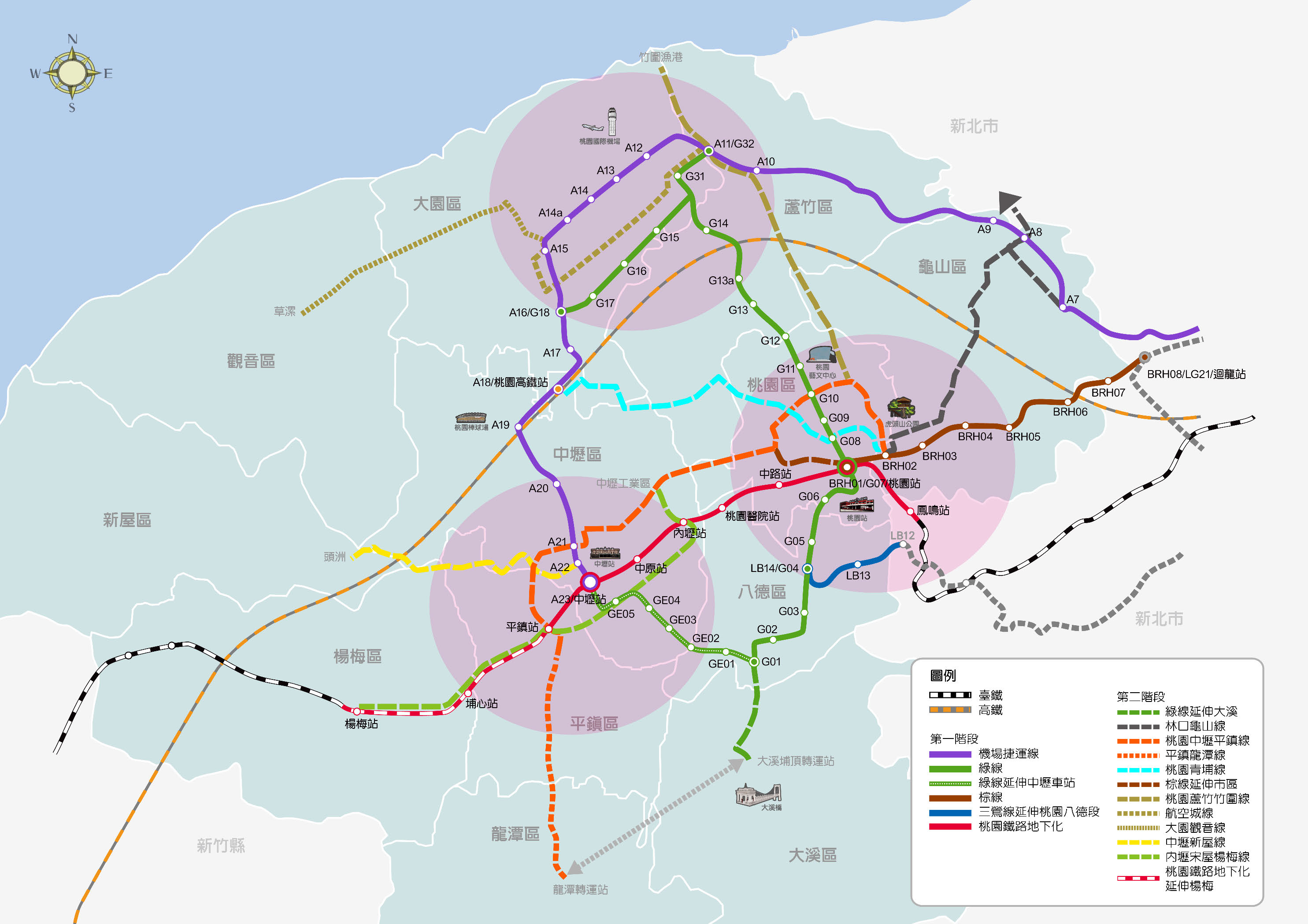
桃園捷運路網2.0

## 交通

### 主要道路
- 市道114號：民族路五段、六段及中山東路二段，為此區東西向的主要道路及主要商圈。

- 台31線：高鐵南路五段，高鐵橋下桃園段道路，為此區南北向的主要道路。
- 桃102線：電研路。
- 桃79線 ：梅高路。
- 桃83線：新富路。

### 大眾運輸
- 桃園客運桃園市市區公車：5035中壢⇔新屋、5026中壢⇔新坡（經富源）、5027中壢⇔後湖、5027A中壢⇔後湖（繞駛永安漁港）、5030中壢⇔下北湖、5031中壢⇔福興宮、5032中壢⇔觀音（經石磊）、5033中壢⇔觀音（經保生）、5039中壢⇔中壢（經永安、觀音）
- 金台通運桃園市市區公車：251職訓中心⇔楊梅區公所⇔過嶺加油站
- 桃園市免費市民公車：L605新屋區公所⇔高鐵桃園站、L605A新屋區公所⇔高鐵桃園站⇔林口長庚醫院、L617新榮路82巷口⇔新屋區公所⇔蚵間里福興宮
- 桃園捷運中壢新屋線以輕軌運輸系統規劃從桃園機場捷運A22老街溪站經過嶺站至頭洲站。[11][12]

## 教育
- 中平國小：學區涵蓋過嶺里（1-4鄰、7-22鄰）、新榮里、雙榮里、高榮里(4~10鄰、19~20鄰)。
- 頭洲國小（文小二）：學區涵蓋頭洲里、過嶺里（7-11鄰、18鄰）、新榮里（10-20鄰）、富源里（1鄰、9-12鄰、18鄰）。
- 大崙國小：學區涵蓋過嶺里（5-6鄰）
- 上大國小：學區涵蓋過嶺里（7-11鄰、18鄰）
- 過嶺國小（文小一）：112學年度成立籌備處辦理新設校籌備工作，以24班為設校規模，預計117學年度招生。
- 過嶺國中（文中一）：學區涵蓋本計畫區。
- 文中二：此為國中預定地，現為新屋區棒壘球場，佔地2.15公頃[13]

## 政府機關
- 機二：中壢地政事務所及中壢過嶺社福館[14]
- 機三：頭洲派出所、頭洲市民活動中心、頭洲日照中心。目前頭洲派出所警勤區包含頭洲里、新榮里、雙榮里；另過嶺里屬大崙派出所警勤區，富源里屬新坡派出所警勤區，高榮里屬幼獅派出所警勤區。[15][16][17]
- 機六：社會住宅預定地
- 停二：過嶺消防分隊規劃案：規劃於中壢區雙嶺段1330地號的停車場用地成立，規劃地上4層，2025年辦理土地有償撥用。[18][19]
- 楊梅高榮郵局
- 行政院農業委員會農田水利署石門管理處過嶺工作站

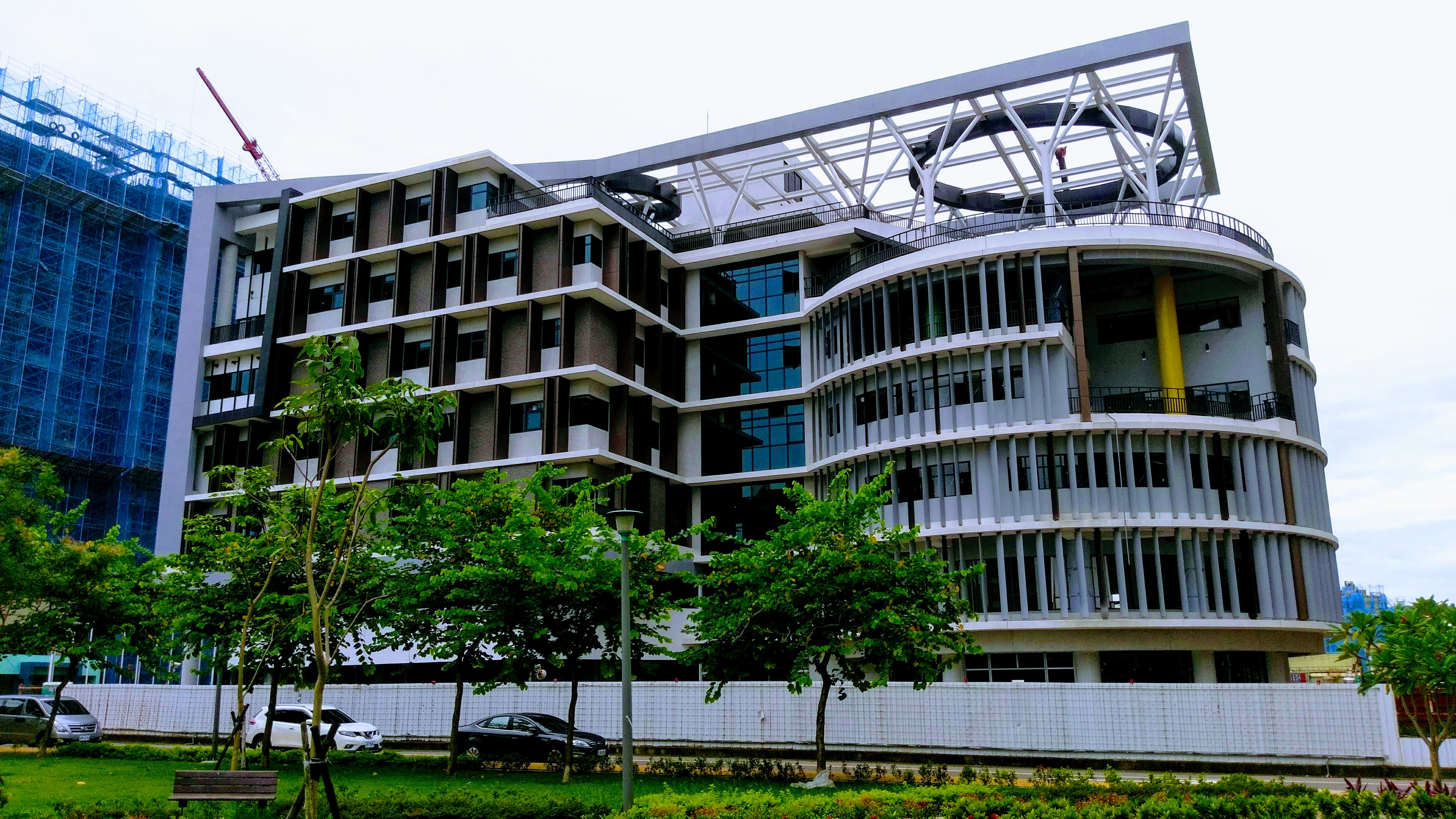
中壢地政事務所及中壢過嶺社福館
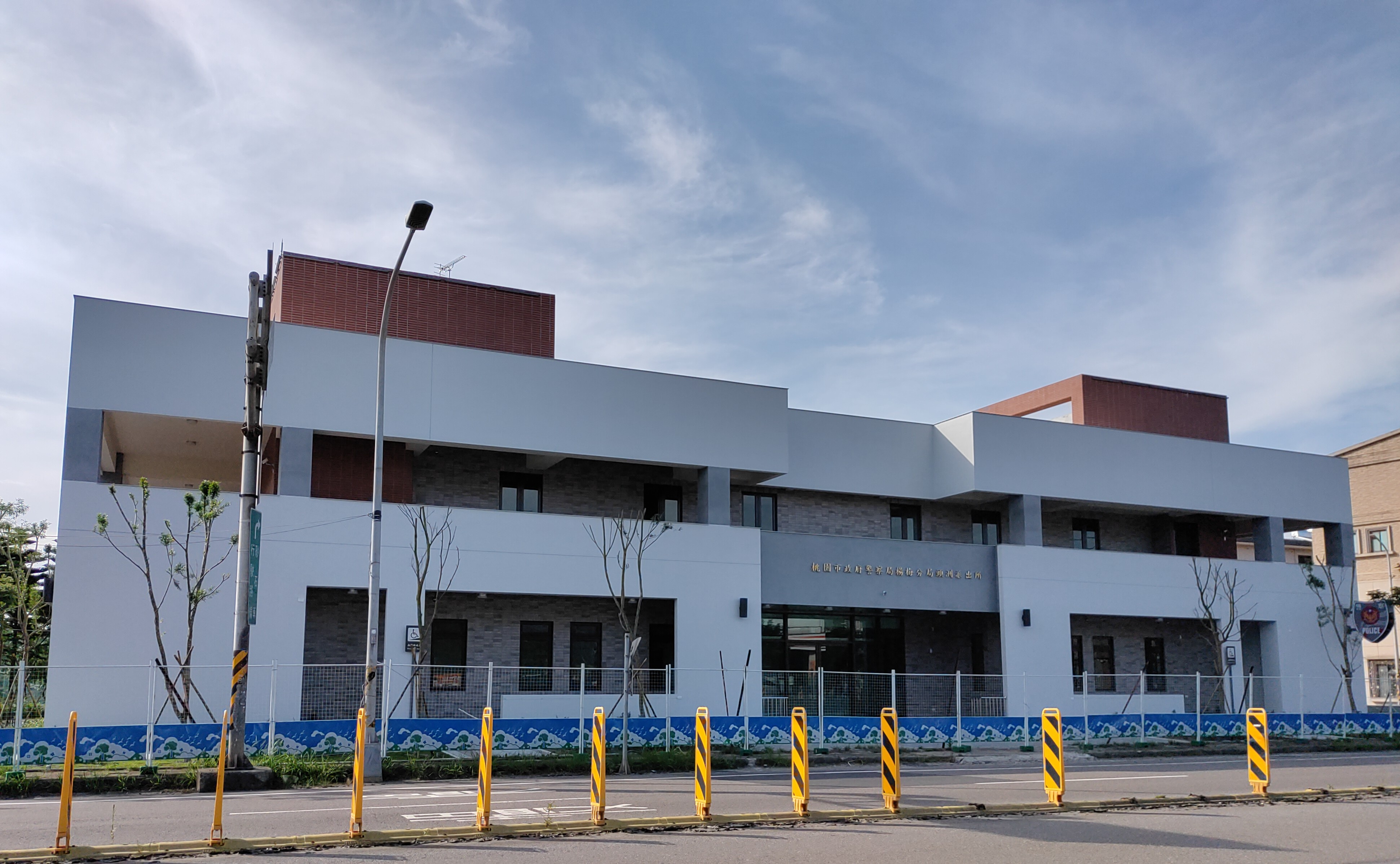
頭洲派出所
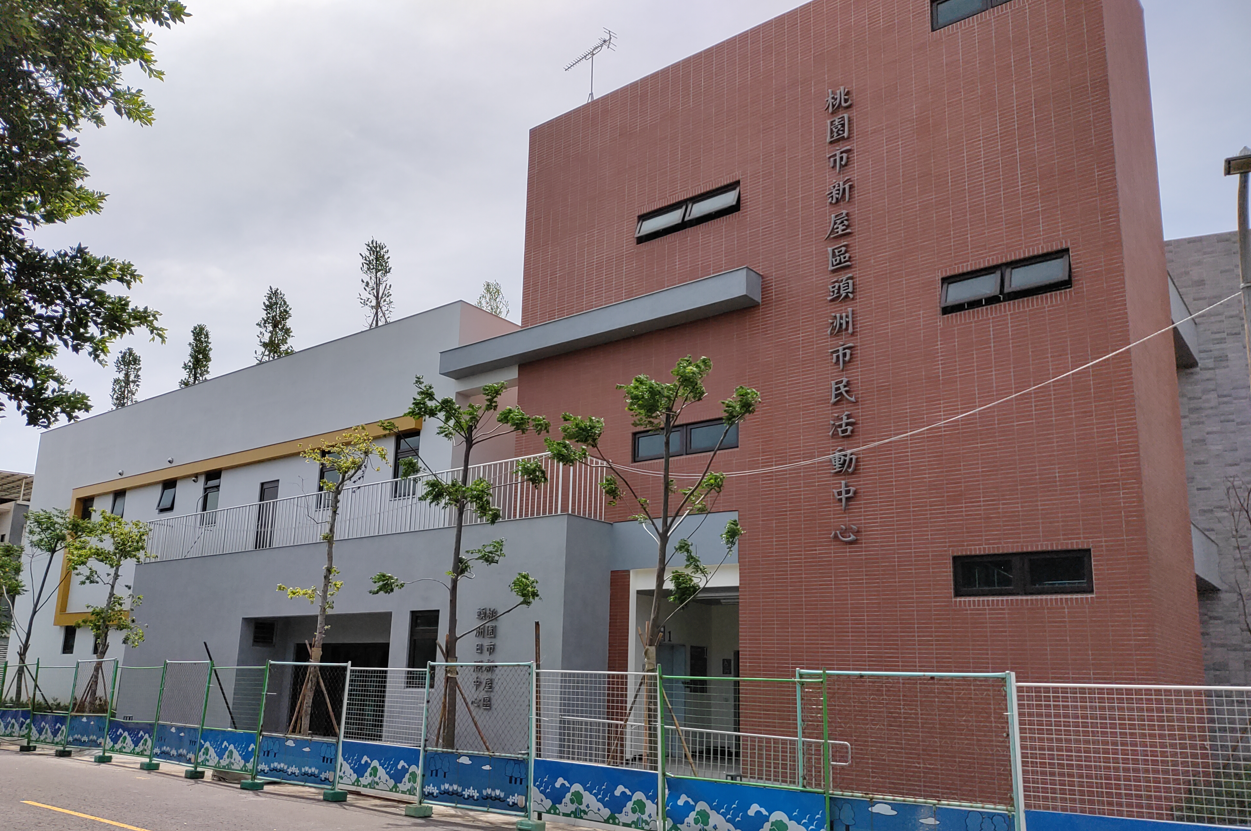
頭洲市民活動中心及頭洲日照中心

## 休閒
- 公一：現為埤塘，第一期工程已於2025年5月開工，預計同年11月竣工，將打造療癒香氛步道、湖畔林蔭步道、入口廣場、林蔭廣場、眺景平台[20]
- 公二：為特色冒險公園，有籃球場
- 兒一：過嶺兒童公園
- 兒二：民族兒童公園
- 兒三：環狀步道公園
- 兒四：過嶺松勇公園
- 兒五：富裕公園，內有興建中的新榮市民活動中心[21]
- 兒六：頭洲兒六公園
- 兒七：頭洲兒七公園，附近有籃球場
- 兒八：雙榮兒童公園，內有雙榮親子館暨市民活動中心[22]
- 兒九：幸福公園
- 人廣一：過嶺廣場

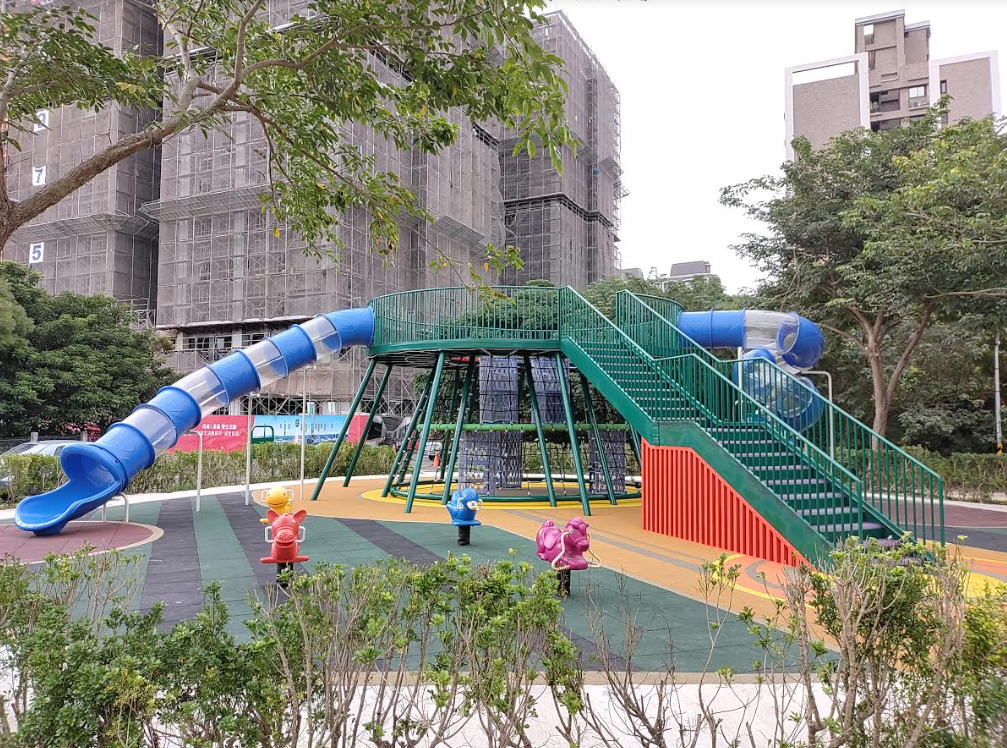
頭洲公二公園
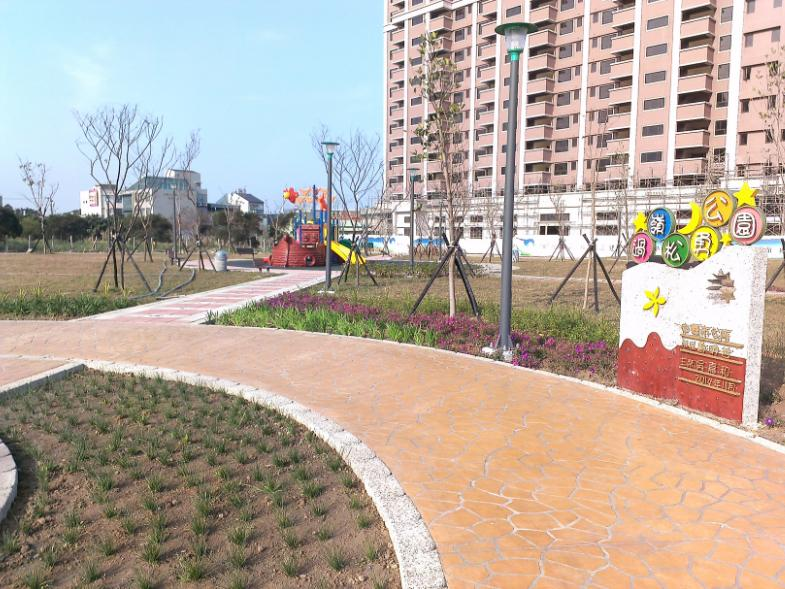
過嶺松勇公園
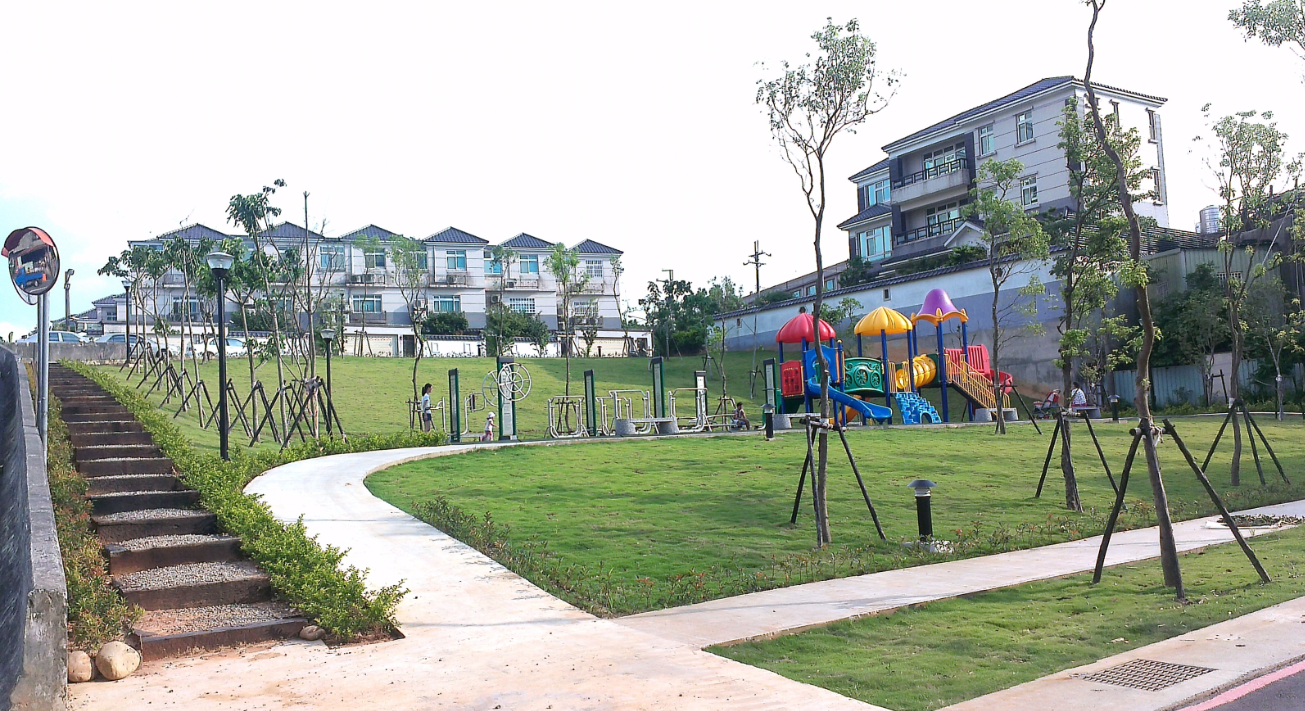
富裕公園
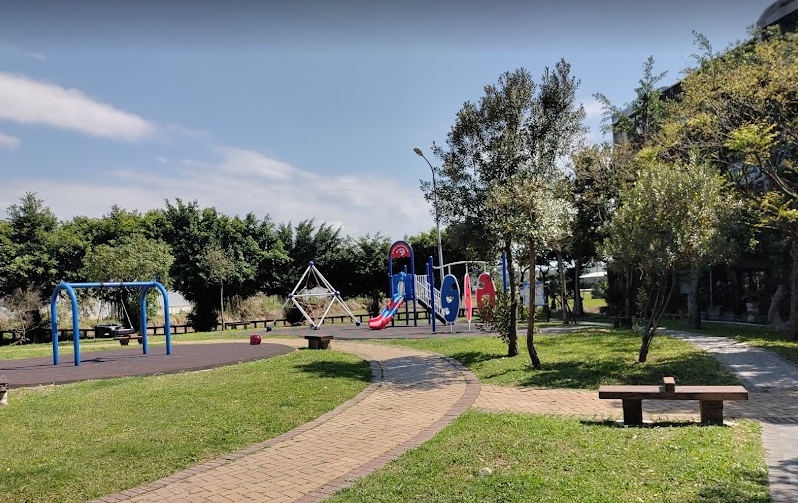
頭洲兒六公園
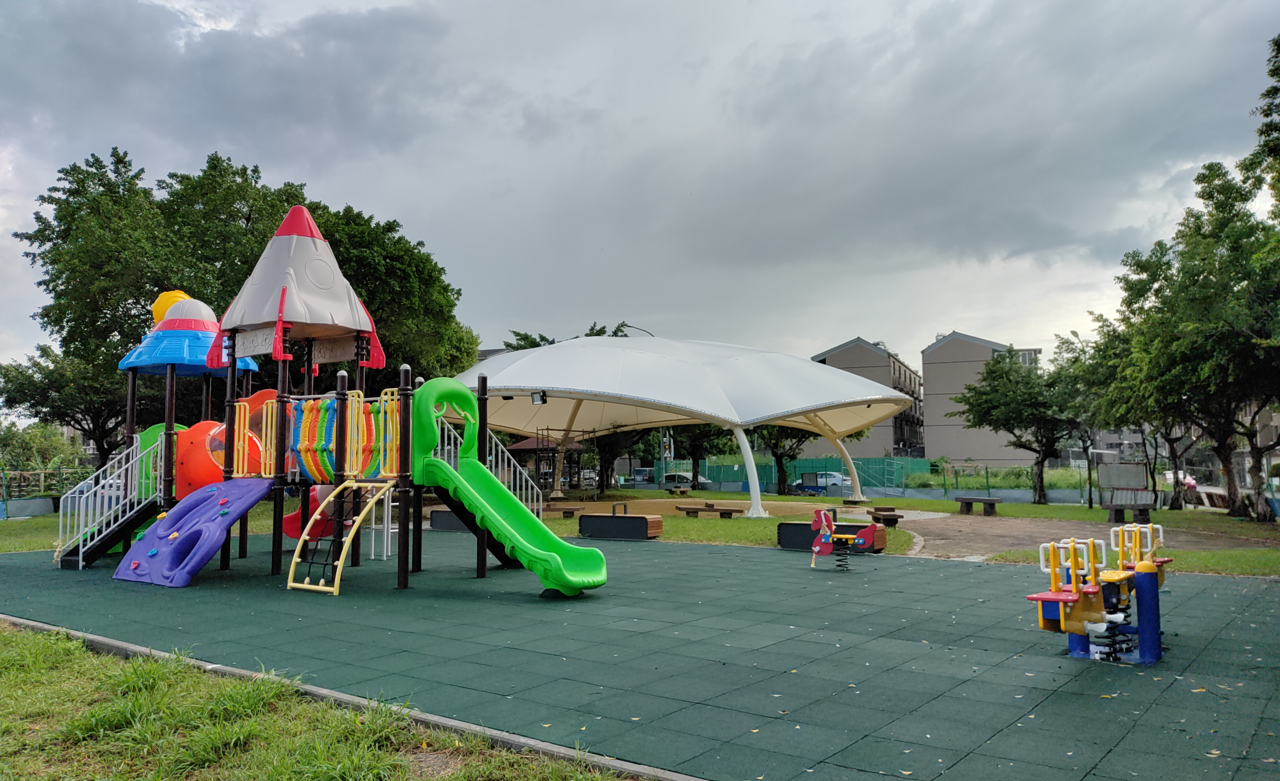
頭洲兒七公園
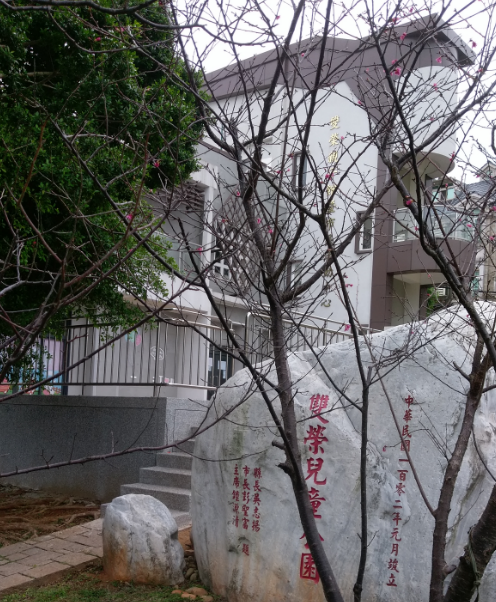
雙榮兒童公園
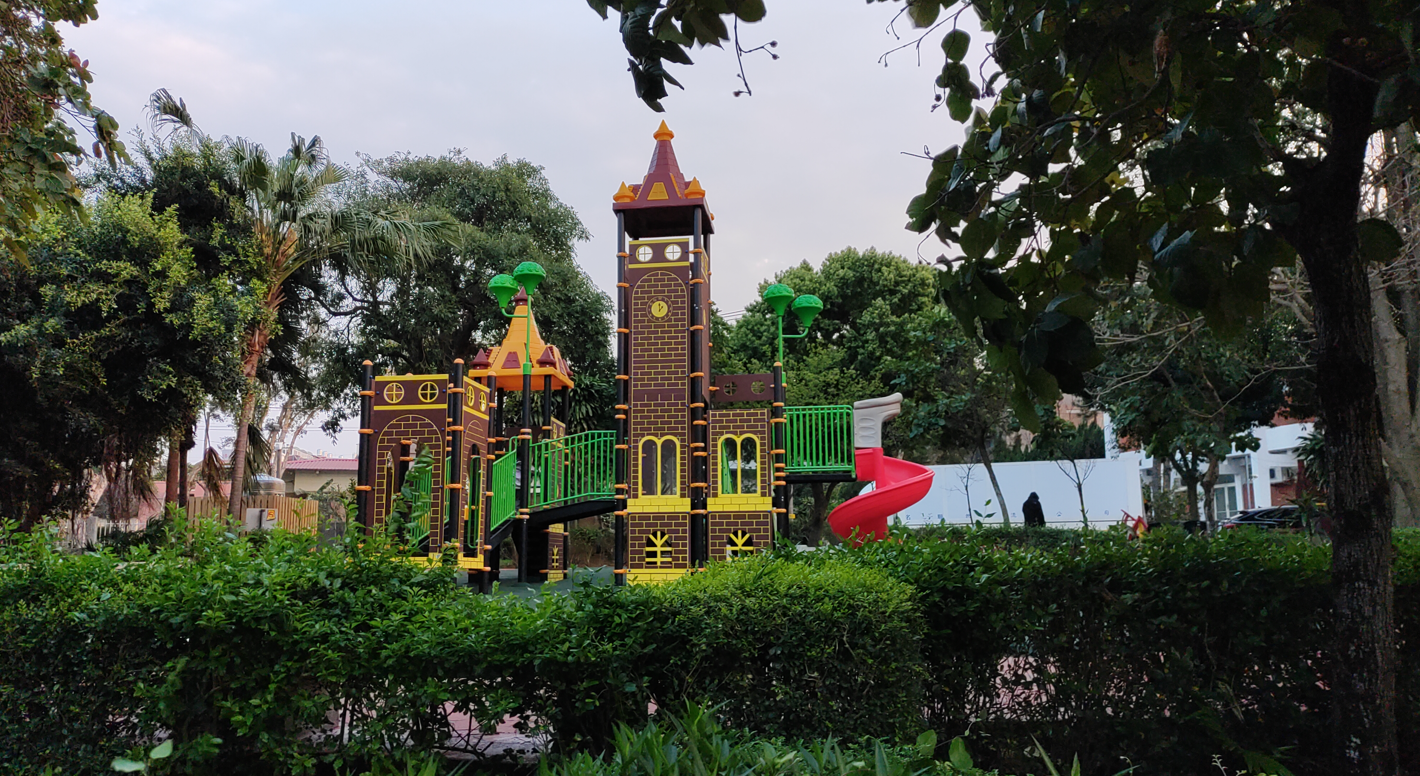
民族兒童公園